# Spoorlijn Vodskov - Østervrå
De spoorlijn Vodskov - Østervrå was een lokale spoorlijn tussen Vodskov en Østervrå in het noorden van het schiereiland Jutland in Denemarken.

## Geschiedenis
De lijn werd op 20 mei 1924 geopend door de Vodskov-Østervrå Jernbane (VØ). In 1939 fuseerden een viertal lokale spoorwegmaatschappijen rond Hjørring in Hjørring Privatbaner.
Bij de stillegging van veel onrendabele lokale spoorlijnen halverwege de 20e eeuw werd ook de lijn van Vodskov naar Østervrå gesloten.

## Huidige toestand
Thans is de volledige lijn opgebroken.